# Tandalon
Tandalon is een bestuurslaag in het regentschap Padang Lawas van de provincie Noord-Sumatra, Indonesië. Tandalon telt 251 inwoners (volkstelling 2010).